# サン・ジュゼッペ・ヴェズヴィアーノ
サン・ジュゼッペ・ヴェズヴィアーノ（イタリア語: San Giuseppe Vesuviano）は、イタリア共和国カンパニア州ナポリ県にある、人口約32,000人の基礎自治体（コムーネ）。

## 地理

### 位置・広がり
ナポリ県のコムーネ。県都ナポリから東へ20kmの距離にある。

#### 隣接コムーネ
隣接するコムーネは以下の通り。
- オッタヴィアーノ
- パルマ・カンパーニア
- ポッジョマリーノ
- サン・ジェンナーロ・ヴェズヴィアーノ
- テルツィーニョ

## 行政

### 分離集落
サン・ジュゼッペ・ヴェズヴィアーノには、以下の分離集落（フラツィオーネ）がある。
- Casilli, Piano Del Principe, Santa Maria la Scala, San Leonardo